# Davide Manenti
Davide Manenti (né le 16 avril 1989 à Turin) est un athlète italien, spécialiste du 200 m et du relais 4 × 100 m. Entraîné par Alessandro Nocera, il mesure 1,81 m pour 72 kg.

## Biographie
Il débute en tant que cadet l'athlétisme en été 2004 sur la distance de 300 m, en battant le record d'Italie cadets en 35 s 39 et en devenant champion d'Italie cadets à Abano Terme la même année. Il descend du 400 m au 200 m par la suite pour enfin disputer les Championnats du monde junior 2008 à Bydgoszcz où il est demi-finaliste en 21 s 67 et participe aux séries du relais 4 × 100 m. En 2011, il devient champion d'Europe espoirs dudit relais à Ostrava. En 2012, il est sélectionné pour les Championnats d'Europe à Helsinki où il arrive 4e en demi-finale en 21 s 07, avec un vent défavorable de 1,7 m/s. Qualifié dans l'équipe de relais italienne le 3 juillet 2012 pour participer aux Jeux olympiques de Londres (comme remplaçant), il voit son statut changer à la suite de sa troisième place sur 200 m, derrière Andrew Howe, lors des Championnats d'Italie à Bressanone le 8 juillet 2012 : il se retrouve à être titularisé comme 3e relayeur pour le meeting Herculis de Monaco (dernier test avant les Jeux) et donc pour les Jeux de Londres. Il est le champion d'Italie 2012 du relais 4 × 100 m, en 39 s 48 (Club sportif de l'Aeronautica militare, équipe composée également de Tumi, de Riparelli et d'A. Berdini dont il était le 3e relayeur). Le 20 juillet 2012, lors du meeting Herculis, pour sa première course dans l'équipe italienne séniors, il contribue à la 5e place en 38 s 76 de l'Italie (meilleur temps de la saison), juste derrière la France.
Il améliore ce temps lors des Jeux olympiques de Londres en 38 s 58.
Il remporte le titre du relais 4 × 100 m lors des Jeux méditerranéens 2013 à Mersin en 39 s 06, avec Jacques Riparelli, Simone Collio et Michael Tumi.
Le 17 mai 2015, il court en 20 s 64 à Santhià en début de saison. Dans sa ville natale, il remporte le titre italien du 200 m en 21 s 00, vent défavorable, le 26 juillet 2015. Le 25 mai 2016, il porte son record sur 200 m à 20 s 50 à Savone ce qui représente le minima exact pour les Jeux olympiques de Rio, puis à Rieti, lors des championnats nationaux où il termine deuxième derrière Eseosa Desalu, il améliore son temps en 20 s 44.

## Palmarès
| Date | Compétition                       | Lieu        | Résultat | Épreuve   | Temps   |
| ---- | --------------------------------- | ----------- | -------- | --------- | ------- |
| 2011 | Championnats d'Europe espoirs     | Ostrava     | 1er      | 4 × 100 m | 39 s 05 |
| 2013 | Jeux méditerranéens               | Mersin      | 7e       | 200 m     | 20 s 86 |
| 2013 | Jeux méditerranéens               | Mersin      | 1er      | 4 × 100 m | 39 s 06 |
| 2015 | Championnats d'Europe par équipes | Tcheboksary | 3e       | 4 × 100 m | 38 s 71 |
| 2016 | Championnats d'Europe             | Amsterdam   | 6e       | 200 m     | 20 s 66 |
| 2016 | Championnats d'Europe             | Amsterdam   | 5e       | 4 × 100 m | 38 s 69 |
| 2018 | Jeux méditerranéens               | Tarragone   | 5e       | 200 m     | 20 s 96 |
| 2018 | Jeux méditerranéens               | Tarragone   | 1er      | 4 x 100 m | 38 s 49 |
| 2019 | Relais mondiaux                   | Yokohama    | finale   | 4 x 100 m | DNF     |
| 2021 | Relais mondiaux                   | Chorzów     | 2e       | 4 x 100 m | 39 s 21 |

## Records
| Épreuve | Épreuve   | Temps   | Lieu  | Date         |
| ------- | --------- | ------- | ----- | ------------ |
| 100 m   | Plein air | 10 s 51 | Turin | 12 juin 2010 |
| 200 m   | Plein air | 20 s 44 | Rieti | 26 juin 2016 |